# Lars Gustafsson
Lars Gustafsson (ur. 17 maja 1936, zm. 2 kwietnia 2016) – szwedzki poeta, dramaturg, prozaik i eseista.

## Życiorys
W swojej twórczości podejmował problematykę stosunku człowieka do środowiska przyrodniczego i poszukiwania wartości humanistycznych we współczesnym świecie. Autor m.in. powieści Wełna, dramatu Nocna uroczystość z 1970 roku, zbioru poezji Varma rum och kalla z 1972 roku.
W 1981 przeszedł na judaizm.
Mimo że tworzył od lat 50. XX w., to uznanie międzynarodowe zyskał dopiero w latach 80. XX w., otrzymując takie nagrody jak Prix International Charles Veillon des Essais  (1983), Heinrich Steffens Preis (1986), Una Vita per la Litteratura (1989). Miesiąc przed śmiercią został laureatem Nagrody Herberta za rok 2016.

## Twórczość
- Wełna (Yllet) 1973, wyd. pol. 1977.
- Święto rodzinne (Familjefesten) 1975, wyd. pol. 1981.
- Śmierć pszczelarza (En biodlares död) 1978, wyd. pol. 1982.
- Bernard Foys tredje rockad (1986).
- Dziwne drobne przedmioty. Wybór wierszy, tłumaczenie: Zbigniew Kruszyński, Wydawnictwo Znak, Kraków 2012 rok, ISBN 978-83-240-2182-6[3]